# Scyllaridae
Scyllaridae  (лат.) — семейство ракообразных, насчитывающее около 90 видов, обитающих во всех тёплых океанах и морях. Их ближайшие родственники — настоящие лангусты (Palinuridae) и Synaxidae. Scyllaridae легко узнаваемы по увеличенным усикам в виде широких пластин, которые расположены на голове и направлены вперёд. Все виды съедобны, а некоторые, такие как Ibacus peronii, имеют коммерческое значение.

## Внешнее строение
Голова и грудь Scyllaridae сверху прикрыты довольно толстым карапаксом и состоят из шести и восьми сегментов, соответственно. Каждый из шести сегментов брюшка несёт пару плеопод (брюшных ножек), в то время как грудные конечности представляют собой либо ходильные ноги, либо ногочелюсти. Головные сегменты несут различные ротовые части и две пары усиков. Первая пара усиков (антеннулы) укреплена на длинном гибком стебельке и используется как орган чувств. Строение второй пары усиков —  наиболее характерная особенность представителей семейства. Они сильно расширены и уплощены, превратившись в большие пластины, которые направлены горизонтально вперед от головы животного.
Представители семейства сильно различаются по размеру. Средиземноморский вид Scyllarus pygmaeus является самым маленьким, его максимальная длина достигает 55 мм и редко превышает 40 мм. Самый крупный вид, Scyllarides haanii, может достигать 50 см в длину.

## Образ жизни
Обитатают, как правило, на дне континентального шельфа, на глубинах до 500 метров. Питаются различными моллюсками, в том числе мидиями и устрицами, а также ракообразными, полихетами и иглокожими. Они растут медленно и доживают до значительного возраста. У них нет гигантских нейронов, которые позволяют другим десятиногим ракообразным совершать tailflip[уточнить], поэтому для защиты от хищников они  закапываются в субстрат или полагаются на свой прочный экзоскелет.
Естественными врагами Scyllaridae являются костистые рыбы. В Средиземном море наибольшую опасность для Scyllarides latus представляет серый спинорог.

## Развитие
После вылупления из яиц молодые раки проходят около десяти личиночных стадий в виде филлосомы (от др.-греч. φῠ́λλον — лист и др.-греч. σῶμα — тело) — листоподобной планктонной личинки. Эти стадии длятся большую часть года, после чего личинка линяет в стадию «нисто», которая длится несколько недель. О превращении этой стадии во взрослое животное почти ничего не известно. Взрослые продолжают  расти при линьках, которые происходят время от времени.

## Промысловое значение
Хотя Scyllaridae являются объектом промысла, их добывают не так интенсивно, как омаров или настоящих лангустов. Методы, используемые для ловли Scyllaridae, зависят от экологии вида. Теx, кто предпочитает мягкие субстраты, такие как Thenus и Ibacus, часто ловят сетями, в то время как тех, которые предпочитают расщелины, пещеры и рифы (включая виды Scyllarides, Arctides и Parribacus), обычно ловят аквалангисты.
В 1991 году мировой вылов Scyllaridae составил 2100 тонн. В 2010 году годовой объём добычи составлял около 5000 тонн, большая часть которых приходится на Thenus orientalis в Азии.

## Классификация
В составе семейства выделяют четыре подсемейства и 22 рода:
- Подсемейство Arctidinae Holthuis, 1985
  - Arctides Holthuis, 1960
  - Scyllaride  Gill, 1898
- Подсемейство Ibacinae Holthuis, 1985
  - Evibacus S. I. Smith, 1869
  - Ibacus Leach, 1815
  - Parribacus Dana, 1852
- Подсемейство Scyllarinae Latreille, 1825
  - Acantharctus Holthuis, 2002
  - Antarctus Holthuis, 2002
  - Antipodarctus Holthuis, 2002
  - Bathyarctus Holthuis, 2002
  - Biarctus Holthuis, 2002
  - Chelarctus Holthuis, 2002
  - Crenarctus Holthuis, 2002
  - Eduarctus Holthuis, 2002
  - Galearctus Holthuis, 2002
  - Gibbularctus Holthuis, 2002
  - Petrarctus Holthuis, 2002
  - Remiarctus Holthuis, 2002
  - Scammarctus Holthuis, 2002
  - † Scyllarella Rathbun, 1935
  - Scyllarus Fabricius, 1775
- Подсемейство Theninae Holthuis, 1985
  - Thenus Leach, 1815
- incertae sedis
  - † Palibacus Förster, 1984